# 강경상업고등학교 축구부
강경상업고등학교 축구부는 충청남도 논산시에 위치한 강경상업고등학교의 축구부이다. 

## 출신 선수
염기훈

## 참고 문헌
- “KFA 통합경기정보 시스템”. 대한축구협회.

## 같이 보기
- 강경상업고등학교